# Schneidersgrün
Schneidersgrün ist ein Gemeindeteil der Stadt Münchberg im Landkreis Hof (Oberfranken, Bayern). Schneidersgrün liegt in der Gemarkung Poppenreuth.

## Geografie
Bei der Einöde entspringt ein namenloser rechter Zufluss des Enziusbaches. Ein Wirtschaftsweg führt nach Hildbrandsgrün (1 km nördlich) bzw. zur Bundesstraße 289 (0,5 km südöstlich).

## Geschichte
Schneidersgrün wurde in der ersten Hälfte des 19. Jahrhunderts auf dem Gemeindegebiet von Wüstenselbitz gegründet. Das Anwesen trug die Hausnummer 24 von Hildbrandsgrün. 1848 kam Schneidersgrün an die neu gebildete Ruralgemeinde Poppenreuth. Im Zuge der Gebietsreform in Bayern wurde Schneidersgrün am 1. Juli 1972 nach Münchberg eingemeindet.

### Ehemaliges Baudenkmal
- Haus Nr. 24: Vierseithof. Zweigeschossiger Wohnstallbau mit Halbwalmdach, erste Hälfte des 19. Jahrhunderts. Gegenüber der Schafstall mit massivem Erdgeschoss und verschiefertem Obergeschoss, 1848 errichtet. Vierseitiger, mit Blech beschlagener Dachreiter, rundbogige Schallöffnungen und vierseitiger Turmhelm.[8]

### Einwohnerentwicklung
| Jahr      | 1861   | 1871   | 1885   | 1900   | 1925   | 1950   | 1961   | 1970   | 1987  |
| Einwohner | 16     | 19     | 10     | 10     | 17     | 18     | 13     | 8      | 5     |
| Häuser    |        |        | 2      | 2      | 2      | 2      | 3      |        | 1     |
| Quelle    | [ 10 ] | [ 11 ] | [ 12 ] | [ 13 ] | [ 14 ] | [ 15 ] | [ 16 ] | [ 17 ] | [ 1 ] |

## Religion
Schneidersgrün ist bis heute nach St. Peter und Paul (Münchberg) gepfarrt und evangelisch-lutherisch geprägt.